# Хлопяникский сельский совет
Хлопяницкий сельской совет
Включает в себя 3 села: Хлопяники, Свирок и Сосновку.
Население известно за 2001 год, когда была Украинская перепись населения, население совета: Хлопяники 719 человек+Свирок 59 Человек+Сосновка 108 человек=886 человек 
Однако, есть и другие источники, население Свирка за 2024 год 8 человек, население Сосновки неизвестно, но по словам жителей села Хлопяники там примерно 20 человек и в самом селе Хлопяники около 403 человек по словам школы которая в селе одна. Итого за 2024 год мы получаем:431 человек
Площадь: Хлопяники 3.43км2+Свирок 0.5км2+Сосновка 0.66 км2=4.59км2 
Особые здания: в двух селах Сосновке и Свирке ничего нету, однако, в Хлопяниках есть 3 магазина, школа, которая закрывается с 1 сентября из-за маленького кол-во учеников, есть также бар который открывают только на последний звонок чтобы дети смогли провести учебный год, и всё.
Карта общины: